# Esports KBS
Esports KBS(이스포츠 KBS)는 인터넷 e스포츠 방송국이다.

## 방송 프로그램
- 왕좌e게임